# Igor de Souza
Igor de Souza Fonseca, meglio noto come Igor (Maceió, 19 febbraio 1980), è un ex calciatore brasiliano con cittadinanza portoghese, di ruolo attaccante.

## Carriera
Ha giocato nella massima serie dei campionati portoghese, brasiliano e greco.